# Briona
Briona là một đô thị ở tỉnh Novara ở vùng Piedmont của Ý, tọa lạc cách 80 km về phía đông bắc của Torino và khoảng 15 km về phía tây bắc của Novara. Tại thời điểm ngày 31 tháng 12 năm 2004, đô thị này có dân số 1.196 người và diện tích là 24,7 km².
Đô thị Briona có các frazioni (đơn vị trực thuộc, chủ yếu là các làng) San Bernardino and Proh.
Briona giáp các đô thị: Barengo, Caltignaga, Carpignano Sesia, Casaleggio Novara, Castellazzo Novarese, Fara Novarese, Momo, San Pietro Mosezzo, và Sillavengo.